# Clase Daihatsu

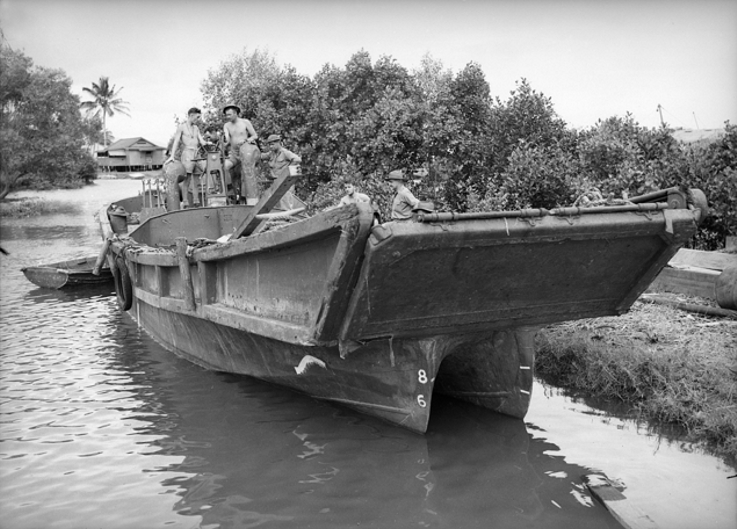
Un ejemplar capturado en la Batalla de la Bahía de Milne

La clase Daihatsu o lancha de desembarco de 14 metros (大発, abreviación de 大型発動機艇 que significa "bote motorizado grande") era un tipo de lancha de desembarco usada por el Ejército Imperial Japonés durante la Segunda Guerra Mundial. Era similar a la Lancha de Desembarco, Vehículos, Personal (en inglés: Landing Craft, Vehicle, Personnel, LCVP), que tenía una rampa de proa que era bajada para desembarcar la carga al varar en la playa. Esta lancha de desembarco tenía mejor capacidad de navegación que una LCVP debido al diseño de su casco. Estaba construida con un casco de metal y era impulsada por un motor diésel.
Esta lancha de desembarco podía ser modificada para llevar un armamento de hasta un cañón de 37 mm y se podía instalar un blindaje capaz de resistir el fuego de cañones de 40 mm.